# Piața Muncii (metropolitana di Bucarest)
Piaţa Muncii (Piazza del Lavoro in italiano) è una stazione della linea M1 della metropolitana di Bucarest.
Il nome proviene dell'omonima piazza dove è collocata la stazione. La stazione sorge vicino allo Stadio Lia Manoliu.